# 西峽灣區
西峽灣區是冰島八个地區之一，位於該國西北部，西南、西北、東分別是雷扎灣、丹麥海峽和格陵蘭海。面积9,409平方公里，2021年人口7,108人。首府伊薩菲厄澤。2024年时下轄8个市镇。

## 市镇列表
- 奥尔内斯区
- 博隆加维克
- 伊萨菲亚扎拜尔
- 卡尔德拉纳内斯区
- 雷克侯拉区
- 斯特兰达比格兹
- 苏扎维克区
- 韦斯特比格兹